# Matt McGinley
Matt McGinely (New York, 24 febbraio 1983) è un batterista statunitense.

## Biografia
MattMcGinely è il batterista ed il cofondatore del gruppo di alternative hip hop Gym Class Heroes.
Ha conosciuto nel 1997 Travis McCoy, con il quale divenne amico durante le lezioni di Educazione fisica alla scuola superiore di Geneva. Unendo le forze con il chitarrista Milo Bonacci e il batterista Ryan Geise formarono un band: i Gym Class Heroes e cominciarono a suonare alle feste di compleanno, nelle discoteche e in festival.